# Graumann & Stern
Graumann & Stern war ein Textilunternehmen aus Berlin-Mitte, gegründet 1888 und final liquidiert 1938 unter den Repressalien der nationalsozialistischen Herrschaft gegen Betriebe in jüdischem Besitz.

## Geschichte
Graumann & Stern wurde 1888 von Julius Graumann und den Brüdern Siegbert Samuel Stern und Albert Abraham Stern gegründet. Der Geschäftszweck lag im Handel und der Fabrikation von Damenmänteln und -kleidern. Die Geschäftsräume des Unternehmens befanden sich in der Mohrenstraße in Berlin-Mitte, dem Zentrum der damaligen Textilindustrie. Eines der Gebäude, das genutzt wurde, war das „Haus Stern“ an der Adresse Mohrenstraße 36, das sich im Besitz der Brüder Stern befand.
Nach dem Ersten Weltkrieg betrieb Graumann & Stern über internationale Niederlassungen Handel in Europa und den USA. Die Expansion über die gesamte Wertschöpfungskette, vom Garn bis zum Mantel, erhöhte den Umsatz 1920 auf 20 Millionen Reichsmark. Die Folgegeneration, Heinz Graumann und Wilhelm Ze’ev Stern, der Sohn Albert Sterns, übernahm die Geschäftsführung 1931 von den Firmengründern. Wilhelm Stern wurde 1932 alleiniger Eigentümer.
Bereits Anfang der 1930er Jahre nahmen antisemitische Repression, Boykottaufrufe und Androhung von Gewalt massiv zu. Mit der Machtergreifung der Nationalsozialisten am 30. Januar 1933 kam Unterstützung von staatlicher Seite hinzu. Dies hatte dramatische Folgen für die Firma und die beteiligten Personen. So starb bereits 1931 der Sozius der Firma, Walther Rabow, nach antisemitischen Angriffen an Herzversagen. Albert Stern floh in die Niederlande. Der reichsweite Boykottaufruf für jüdische Unternehmen vom 1. April 1933 bedeutete einen schwerwiegenden Eingriff in die Geschäfte. Innerdeutscher Handel wurde schwieriger bis unmöglich. Eine daraufhin geplante Firmenschließung wurde unter Androhung von Gewalt durch nicht-jüdische Mitarbeiter und nach Gewaltanwendung durch die SA zurückgenommen. Wilhelm Ze’ev Sterns Familie floh bereits 1933 nach Palästina, Wilhelm selbst floh 1935 dorthin. 1936 verzichtete Wilhelm Ze’ev Stern auf die Firma und überließ sie Mitgesellschaftern.
Mit der Verordnung über den Einsatz des jüdischen Vermögens vom 3. Dezember 1938 mussten Gewerbebetriebe und Grundstücke in jüdischem Besitz verkauft werden. Die Liquidation von Graumann & Stern erfolgte im Jahr 1938. Albert Stern fiel den Nationalsozialisten im Januar 1945 im Internierungslager in Laufen (Salzach) zum Opfer.